# Аппельгрен-Кивало, Отто Хьялмар
О́тто Хья́лмар А́ппельгрен-Ки́вало (фин. Otto Hjalmar Appelgren-Kivalo; 5 апреля 1853, Хюрюнсалми — 26 июля 1937, Хельсинки) — финский археолог и музеевед, этнограф, специалист по финно-угорским древностям, председатель Археологической комиссии в Гельсингфорсе, глава Доисторического отделения Национального музея Финляндии, профессор (с 1922) Хельсинкского университета, редактор «Suomen Museo» и «Finskt Museo».

## Биография
Научная карьера исследователя началась в 1884 году с должности помощника в музее истории и этнографии Хельсинкского университета. После нескольких лет работы в Археологической комиссии, он стал хранителем (1893), занимал должность государственного антиквара (1915—1926).
Принимал активное участие как выдающийся чертёжник и иллюстратор в экспедициях известного финского археолога Иоганна Аспелина в Хакасско-Минусинской котловине на берегах Енисея (1887).
В 1931 году, благодаря стараниям Аппельгрен-Кивало были опубликованы и введены в научный оборот интересные материалы экспедиции И. Р. Аспелина, работавшего в Южной Сибири в 1887—1889 годы. Научная монография вышла на немецком языке в Гельсингфорсе (ныне — Хельсинки) (Muokataan sivua Alt-Altaische Kunstdankmaler. Briefe und Bildermaterial von J. R. Aspelins Reisen in Sibirien und der Mongolei 1887—1889. Helsingfors, 1931).